# Kanadas flotta
Kanadas flotta (engelska: Royal Canadian Navy (RCN); franska: Marine royale canadienne) är Kanadas marina örlogsflotta. Flottan är ett av tre försvarsgrenar inom kanadensiska styrkorna. 
Från och med 2012 opererar man 33 krigsfartyg och flera trängfartyg. Flottan består av 8 500 reguljära styrkor och 5 100 primära reservsjömän samt 5 300 civila. Viceamiral Mark Norman är flottans nuvarande befälhavare och nuvarande chefen för marinstaben.

## Bakgrund
Flottan grundades 1910 som Naval Service of Canada, en utväxt från Storbritanniens flotta. Den placerades under Nationella försvarsdepartementet 1923 och slogs samman med kanadensiska flygvapnet och kanadensiska armén för att bilda de enade kanadensiska styrkorna 1968, där det var känt som Maritime Command fram till 2011. 
Under dess historia har flottan tjänstgjort i första- och andra världskriget, Koreakriget, Gulfkriget, Afghanistankriget och flera FN-fredsbevarande uppdrag och Nato-operationer.

## Galleri

Kanadas örlogsflagga
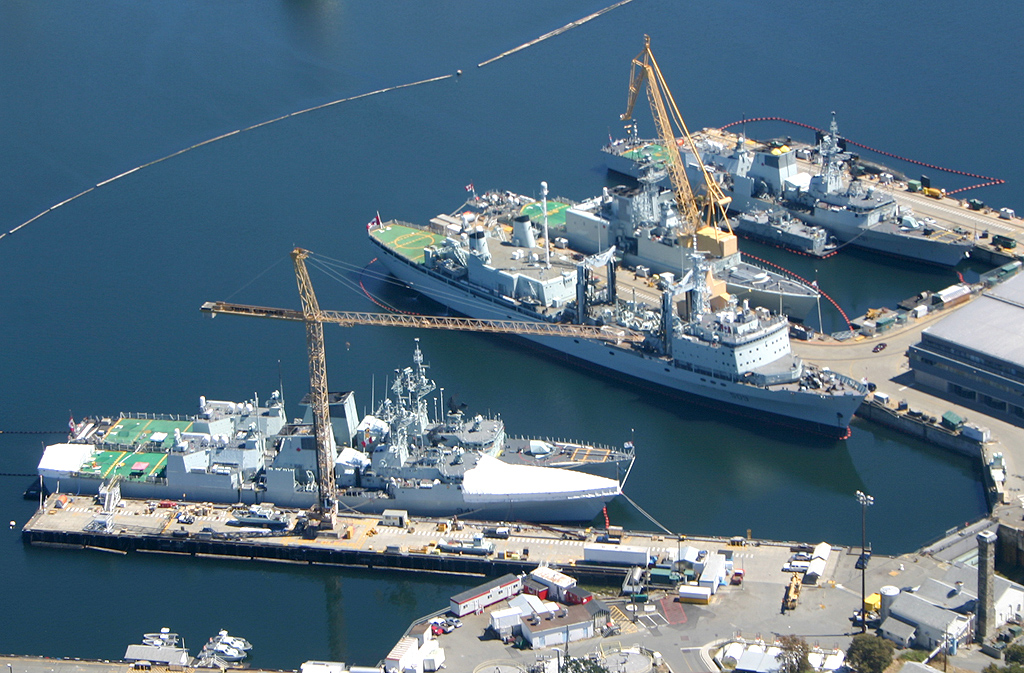
Canadian Forces Base Esquimalt på Vancouver Island i British Columbia är den kanadensiska flottans huvudbas vid Stilla havet.
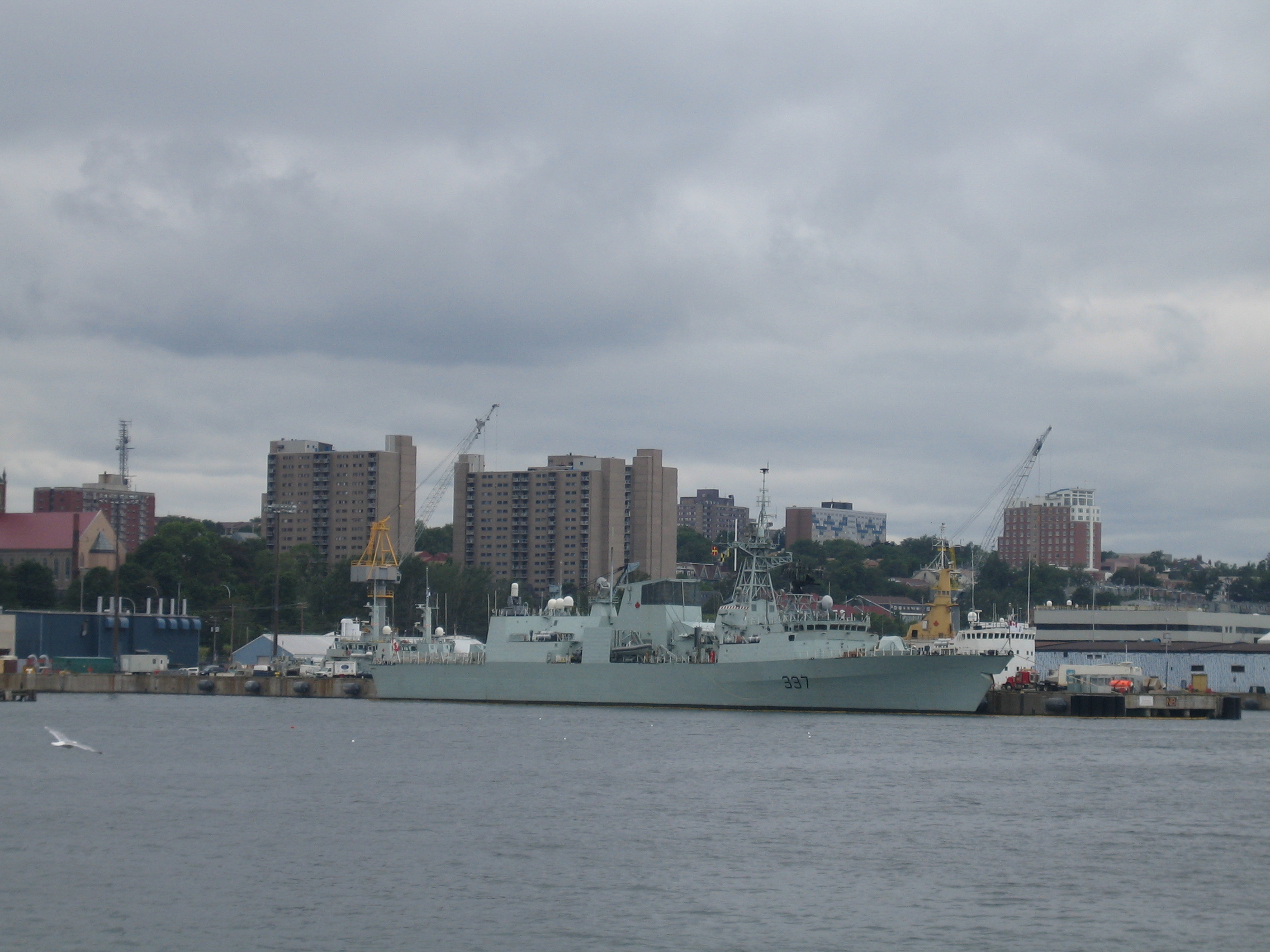
Fregatten HMCS Fredericton (FFH 337) i Halifax-klass vid kaj inne på CFB Halifax i provinsen Nova Scotia som är huvudbasen på Atlantkusten.
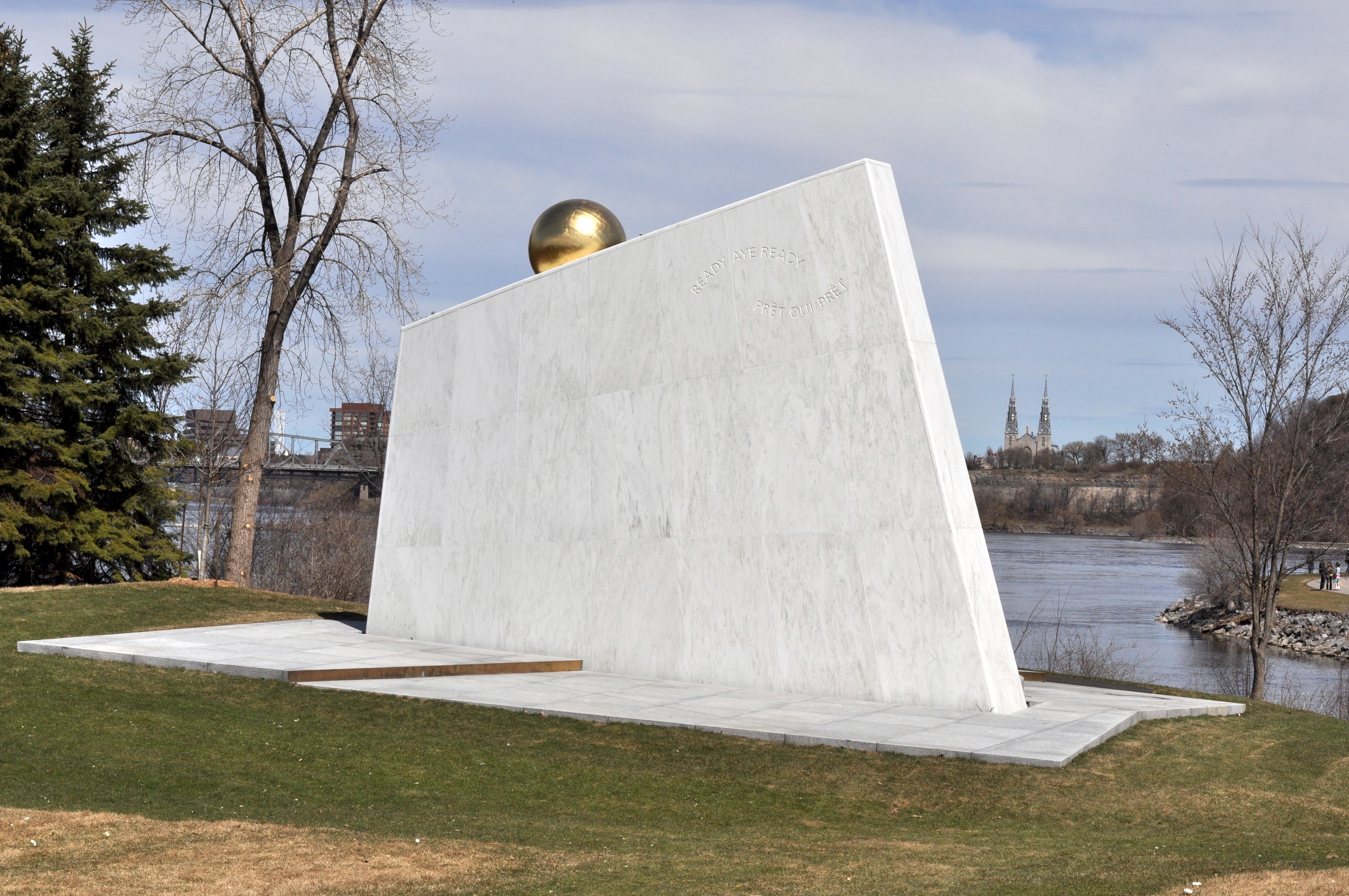
Royal Canadian Navy Monument i huvudstaden Ottawa.